# L'Enfant penchée
L'Enfant penchée est le sixième album de la série Les Cités obscures.

## Synopsis
La petite Mary Von Rathen est victime d'un phénomène étrange : elle penche ! Semblant défier toutes les lois de la gravité la position debout lui est devenue impossible, ou en tout cas pas en restant perpendiculaire au sol.
Se sentant rejetée et exclue de par l'étrangeté de ce qui lui arrive, elle fuira de l'internat de campagne où elle a été placée pour prendre du repos. Ses aventures l'amèneront à rejoindre un cirque puis à rechercher le professeur Wappendorf, pour élucider le mystère de son déséquilibre. Il partiront tous les deux, dans un obus de canon, à la recherche d'une mystérieuse planète occulte.
En parallèle des aventures de Mary est racontée l'histoire d'Augustin Desombres, peintre incompris de ses contemporains. Il acquiert une maison perdue sur les hauts plateaux de l'Aubrac pour y continuer son œuvre.
Mary et A. Desombres se sentant tous deux étrangers de leurs mondes respectifs, leur rencontre semble inévitable.

## Analyse
L'Enfant penchée est une pièce centrale de la série Les Cités obscures, à plusieurs points de vue :
- On y retrouve nombre des thèmes et de personnages récurrents de la série : Wappendorf, Jules Verne, Michel Ardan (le héros de De la Terre à la Lune).
- Il y est décrit un passage entre ce monde et celui des Cités obscures. Ce thème est, dans le reste de la série, parfois sous-entendu mais jamais clairement abordé. Il est pourtant important pour comprendre la série.
- Plusieurs passages font référence à d'autres albums de la série : l'histoire se passe en l'an 744 après La Tour, on voit sur certaines planches Brüsel en construction, etc.

Le seul thème récurrent à être absent de cet album est, bizarrement, le principal : l'architecture.
Les aventures de Mary Von Rathen sont racontées en bande dessinée, tandis que l'histoire du peintre Augustin Desombres est racontée dans une forme proche du roman-photo (ces planches ont été réalisées par Marie-Françoise Plissart, et font intervenir l'artiste Martin Vaughn-James). Cette figure de style risquée (mais réussie)[non neutre] met en valeur le fait que ces deux personnages proviennent de deux mondes différents; elle contribue aussi à donner à cet album une position particulière dans la série.

### Documentation
- Gilles Ciment, « La Lumière sur les Cités obscures », 9e Art, no 2,‎ janvier 1997, p. 122-123.